# 'A livella
'A livella (italien : La livella ; français : La Nivelle) est un poème dramatique en italien et en napolitain, écrit par Totò en 1964.
La nivelle ou niveau du titre, l'outil du maçon, est ici employé comme métaphore de la mort, qui « nivelle » les différences sociales.

## Thème
Antonio De Curtis aborde le thème de la commémoration de tous les fidèles défunts du 2 novembre, très importante dans sa ville natale de Naples, pour aborder avec ironie le thème de la mort.
Le poème se déroule dans un cimetière, où un malheureux reste enfermé après s'être rendu sur la tombe de sa tante décédée. Il assiste, incrédule, à la conversation de deux cadavres : un marquis et un éboueur, qui se trouvent être enterrés l'un à côté de l'autre, respectivement dans un tombeau somptueusement orné et dans une tombe ornée seulement d'une misérable croix de bois, « piccerella, abbandunata, senza manco un fiore » (litt. « insignifiante, abandonnée, sans même une fleur »). C'est le marquis qui ouvre la discussion surréaliste, se plaignant de manière polémique et mordante que le cadavre de l'éboueur — dont il méprise la misère et la puanteur — ait été déposé à côté du sien.
L'éboueur — un certain Gennaro Esposito — adopte d'abord une attitude condescendante, presque mortifiante, devant l'attitude absurdement outragée de l'autre cadavre. Ce n'est qu'après l'avoir laissé bavarder un moment que le misérable balayeur donne libre cours à sa sagesse ancestrale et rappelle à l'arrogant noble que, quel que soit ce que l'on était dans la vie, à l'approche de la mort on devient tous égaux, grâce à l'action du niveau (le niveau est un instrument utilisé dans la construction pour établir l'horizontalité d'un plan). Il n'y a ni subversion pour les classes pauvres, ni rédemption pour les classes riches : ce sont seulement les vivants, comme le rappelle Totò dans les derniers vers, qui s'en tiennent aux classes sociales, en réalité pure apparence, fiction :
« Sti ppagliacciate 'e ffanno sulo 'e vive: nuje simmo serie... appartenimmo à morte! »
« Ces pitreries seuls les font les vivants : nous sommes sérieux... nous appartenons à la mort ! »
'A livella se compose de 104 vers, tous endécasyllabes en rimes alternées, divisés en vingt-six strophes.

## Sources d'inspiration

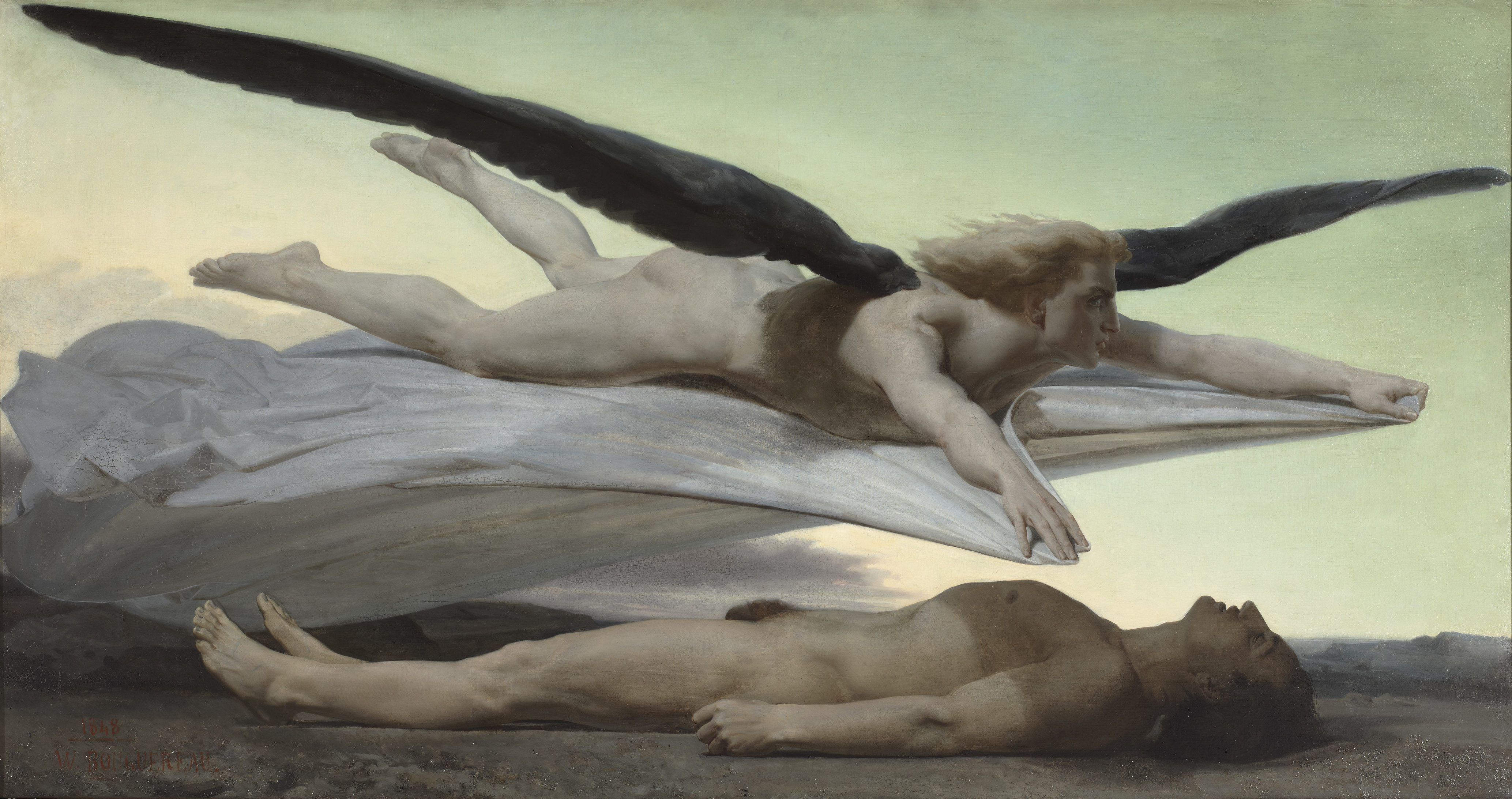
Égalité devant la mort (1848) de William Bouguereau.

Le modèle littéraire qui sert d'inspiration à la composition est le Dialogo sopra la nobiltà (it) de Giuseppe Parini, écrit vers 1757. Le sujet de cette œuvre, où l'on retrouve la polémique anti-nobiliaire et la vivacité satirique qui ont toujours animé la production de Parini, est un dialogue entre deux cadavres, un noble et un poète, enterrés par hasard dans une fosse commune.
Une autre source d'inspiration précieuse pour 'A livella semble avoir été l'enfance de Totò lui-même, qui jouait souvent à cache-cache avec ses camarades dans les catacombes San Gaudioso, situées à proximité immédiate de l'église où il officiait en tant qu'enfant de chœur. Dans les tunnels des catacombes, une fresque de Giovanni Balducci représente un squelette, pour symboliser la nature éphémère des biens de ce monde, qui cessent d'avoir un sens face à la puissance de la mort, qui justement les ramènent tous au même niveau : il semble que ce tableau lui ait également servi de modèle,.
Une autre source ou intention délibérée est la signification maçonnique du poème : le niveau, symbole de l'égalité, est l'un des outils les plus fondamentaux de l'art maçonnique : lorsqu'un Apprenti (premier degré) est élevé au rang de Compagnon de l'Art (deuxième degré), on dit qu'il passe de la Perpendiculaire au Niveau ; c'est-à-dire qu'il est mûr pour appliquer les enseignements qu'il a reçus au plan du social, et cette « égalité » peut être interprétée comme la « mort initiatique », c'est-à-dire l'éphémère et la précarité qui représentent les choses du monde profane, c'est-à-dire extérieures au monde initiatique,,.